# Charlene Wittstock, Thân vương phi xứ Monaco
Charlene Wittstock, Thân vương phi Monaco (tên đầy đủ: Charlene Lynette Wittstock; sinh ngày 25 tháng 1 năm 1978) là Thân vương phi xứ Monaco, vợ của Albert II xứ Monaco. Cô là cựu vận động viên bơi lội của Nam Phi. Cô đã đại diện cho Nam Phi dự thi Olympic Sydney 2000 và về thứ 5 cùng đồng đội. Cô gặp Thân vương Albert II năm 2000. Họ làm đám cưới vào ngày 1 tháng 6 năm 2011.

## Thời thơ ấu và lịch sử gia đình
Charlene sinh và ngày 25 tháng 1 năm 1978 tại Bệnh viện Mater Dei ở Bulawayo, Rhodesia (ngày nay là Zimbabwe), con gái của Michael Kenneth Wittstock (sinh 1946), một trường phòng kinh doanh, và Lynette Humberstone (sinh 1959), là một cựu tuyển lặn và là một huấn luyện viên bơi lội.
Gia đình của Charlene là có nguồn gốc người Đức; cụ sơ của Charlene là Martin Gottlieb Wittstock (1840–1915) và Johanne Luise Schönknecht (1850–1932) chuyển đến Nam phi từ ngôi làng ở Pomerania ở Zerrenthin vùng Zerrenthin thuộc bắc Đức năm 1861. Tại Nam Phi, nhà Wittstock làm việc với tư cách là thợ bảo trì và thất bại trong việc tìm kiếm kim cương. Năm 2014, Charlene được cấp giấy chứng nhận bản thân có gốc Ireland.
Charlene có hai người em trai: một người tên là Gareth Wittstock, có nghề nghiệp là kinh doanh quán cà phê ở Monaco, một người là Sean, một doanh nhân về quảng cáo và tổ chức sự kiện ở Nam Phi. Năm 1989, khi được 12 tuổi, gia đình của Charlene chuyển đến Nam Phi vào năm 1989. Charlene từng học tại Trường Tiểu học Tom Newby ở Benoni, gần Johannesburg, từ năm 1988 đến năm 1991.

## Hôn nhân
Charlene gặp Thân vương Albert II xứ Monaco vào năm 2000 tại cuộc thi bơi lội Mare Nostrum ở Monaco. Hai người xuất hiện công khai lần đầu tại Lễ Khai mạc Thế vội Olympic Mùa Đông 2006. Charlene đã đi cùng Albert II tham dự lễ cưới của Thái nữ Thụy Điển Victoria năm 2010 và lễ cưới của vợ chồng Thân vương xứ Wales (bấy giờ là Vương tôn William xứ Wales và Catherine Middleton) vào năm 2011.

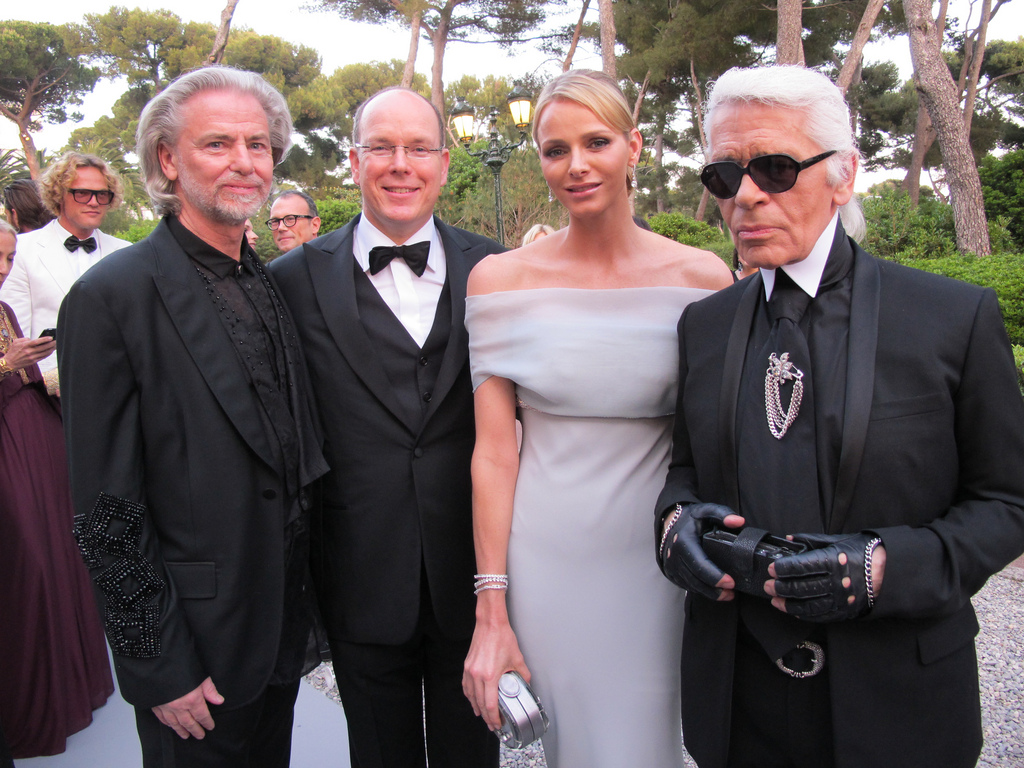
Vợ chồng Thân vương xứ Monaco tại "Cinema Against AIDS" (tạm dịch: Rạp chiếu phim Chống lại AIDS) Gala với Karl Lagerfeld năm 2011.

Ngày 23 tháng 6 năm 2010, cung điện thông báo về lễ đính hôn của Charlene và Thân vương Albert II. Nhẫn đính hôn của Charlene gồm có vien kim cương 3 carat hình quả lê ở trung tâm, xung qunah là những viên kim cương rực rỡ khác được cho là được thiết kế bởi thợ kim hoàn người Paris Repossi. Dù Hiến pháp Monaco không bắt buộc, Charlene vẫn cải đạo từ Tin Lành sang Công giáo. Thân vương phi tương lai được dạy tiếng Pháp cùng phương ngữ Monaco cũng như là các nghi lễ cung đình châu Âu.
Hôn lễ dự kiến được cử hành vào ngày 8 và 9 tháng 7 năm 2011, nhưng đã bị dời lên sớm hơn để tránh xung đột với buổi gặp mặt với Ủy ban Olympic Quốc tế (IOC) tại Durban từ ngày 5 đến 9 tháng 7, một sự kiện có sự tham gia của cả hai người. Hai người đã mời thành viên của IOC, bao gồm cả Chủ tịch Jacques Rogge đến tham dự lễ cưới.
Hai vợ chồng kết hôn dân sự vào ngày 1 tháng 7 năm 2011 tại Phòng Ngai vàng thuộc Cung điện Thân vương Monaco. Charlene được ghi nhận là đã khóc trong lễ cưới. Nghi lễ kết hôn tôn giáo được tại sân của Cung điện vào ngày 2 tháng 7, được chủ trì bởi Tổng Giám mục Bernard Barsi. Hai vợ chồng tận hưởng tuần trăng mật tại Mozambique.
Ngày 30 tháng 5 năm 2014, Cung điện thông báo rằng Thân vương phi Charlene đã mang thai. Ngày 9 tháng 10 năm 2014, cặp đôi đã xác nhận sẽ chào đón cặp song sinh vào cuối năm. Ngày 10 tháng 12 năm 2014, Charlene đã hạ sinh cặp song sinh tại Trung tâm Bệnh viên Thân vương phi Grace. Gabriella được sinh ra trước, sau đó là em trai Jacques, người thừa kế ngai vàng Monaco.

## Thân vương phi xứ Monaco

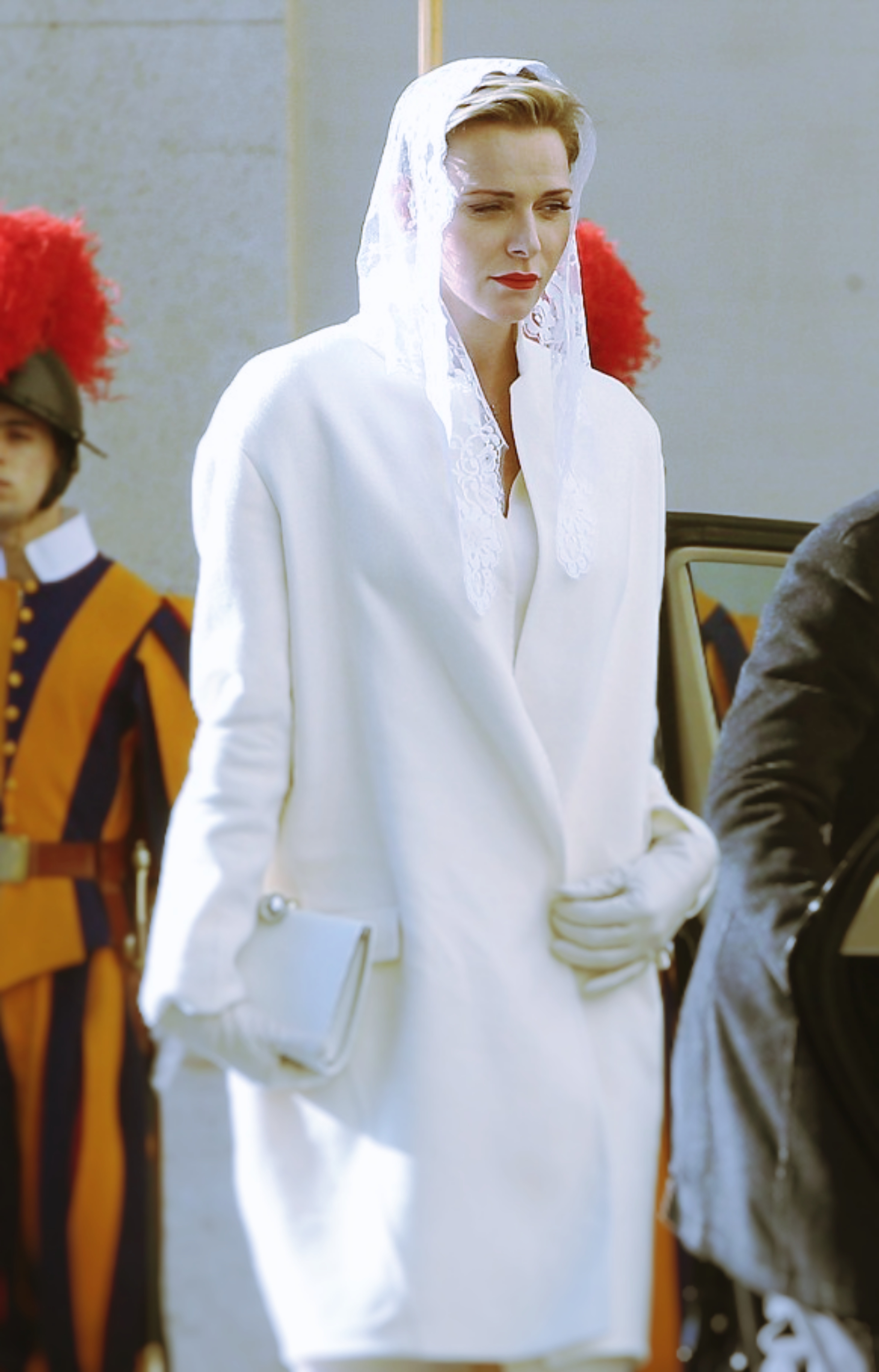
Charlene trong trang phục trang phục màu trắng trong một chuyến thăm cấp nhà nước đến Vatican năm 2016.

Từ năm 2009, Charlene là chủ tịch danh dự của Ladies Lunch Monte-Carlo (tạm dịch: Bữa trưa ở Monte-Carlo của các Quý cô). Từ 2010, Charlene  trở thành một người tài trợ cho Tổ chức Nelson Mandela và thường tham gia các sự kiện gây rũy từ thiện như Amfar. Tháng 5 năm 2011, Charlenen trở thành đại sứ toàn cầu cho Tổ chức thể thao Special Olympics (tạm dịch: Thế vận hội Olympic Đặc biệt), thúc đẩy "sự tôn trọng và hòa nhập" đối với người khuyết tật trí tuệ trên toàn thế giới. Charlene đã tuyên bố rằng phong trào này đã chạm đến trái tim mình với tư cách là một cựu vận động viên và đánh giá cao vai trò của nó trong việc "sử dụng sức mạnh của thể thao để thay đổi cuộc sống của mọi người".   Tháng 7 năm 2011, Thân vương phi trở thành đồng bảo trợ của Giving Organisations Trust (tạm dịch: Tổ chức Trao tặng Niềm tin), một nhóm các tổ chức từ thiện ở Nam Phi hoạt động vì bệnh nhân AIDS, trẻ em có hoàn cảnh cơ nhỡ và chủ nghĩa bảo vệ môi trường. Vương phi Charlenecònn được ủy thác Princess Grace Foundation-USA (tạm dịch: Tổ chức Thân vương phi Grace ở Mỹ), một tổ chức từ thiện được đặt theo tên của Grace Kelly, cố Thân vương phi xứ Monaco và thường tham dự các lễ trao giải hằng năm của tổ chức.
Charlene thường tham gia các sự kiện gây quỹ cho amfAR, Tổ chức Nghiên cứu AIDS. Thân vương phi hiện là chủ tịch danh dự của Tổ chức Monaco Against Autism (tạm dịch: Tổ chức Chống Tự kỷ của Monaco). Năm 2012, Thân vương phi trở thành người bảo trợ cho Câu lạc bộ AS Rugby Monaco (tạm dịch: Câu lạc bộ bóng rugby Monaco) và cũng là chủ tịch danh dự của Tổ chức Monaco Liver Disorder (tạm dịch: Tổ chức Rối loạn Chức năng Gan Monaco) và Monaco Against Autism. Năm 2012, Thân vương phi Charlene cùng chồng thực hiện chuyến thăm đến Warzawa, Ba Lan. Năm 2014, Charlene nhận được Giải "Champion of Children" (tạm dịch: Nhà vô địch vì Trẻ em) vì những đóng góp của Vương phi đối với quyền trẻ em bởi The Colleagues, một tổ chức xã hội. In 2016, Vương phi trở thành người bảo trợ của Hội Chữ thập Đỏ Nam Phi vào ngày lễ kỷ niệm lần thứ 68 của hội. Tháng 9 năm 2016, Charlene tham dự sự kiện Ngày Sơ Cấp cứu Thế giới ở Genève với tư cách là đại sứ của sự kiện.
Thân vương phi Charlene đã sáng lập ra Princess Charlene of Monaco Foundation (tạm dịch: Tổ chức Thân vương phi Charlene) vào tháng 12 năm 2012, với nhiệm vụ chấm dứt tình trạng đuối nước bằng các phương pháp nâng cao nhận thức và phòng ngừa ở trẻ em. Tháng 9 năm 2014,  Thân vương phi đã trình bày về Tổ chức của mình tại Hội nghị Sáng kiến Toàn cầu Thường niên Clinton lần thứ 10 tại Thành phố New York. Tháng 11 năm 2015, Charlene hợp tác với Hội đồng Giáo hoàng và tham dự Annual Conference for Healthcare Workers (tạm dịch: Hội thảo Thường niên dành cho Nhân viên Y tế) lần thứ 20 tại Vatican và nói vè những nỗ lực ngăn chặn nạn đuối nước. Tháng 6 năm 2020, Tổ chức của Vương phi đã sản xuất khẩu trang cho người dân Monaco trong bối cảnh Đại dịch COVID-19. Tháng 10 năm 2020, Charlene đã đại diện Tổ chức thực hiện chuyến thăm đến Tbilisi, Gruzia. Vương phi đã đến thăm Làng Olympic và các cơ sở thể thao cùng các quan chức chính phủ, và sau đó đã quyên góp một xe buýt du lịch cho Câu lạc bộ Bóng Rugby Tbilisi. Charlene còn gặp gỡ các vận động viên She also took meetings with Paralympic athletes and visited the Ai la foundation, một trung tâm phục hồi chức năng cho trẻ khiếm thính. Vương phi Charlene cũng đã có bữa trưa với Salome Zourabichvili, Tổng thống Gruzia, tại Cung điện Tổng thống Gruzia, thảo luận về các vấn đề ngoại giao và thiện nguyện.

## Danh hiệu
- Từ 25 tháng 1 năm 1978 - 1 tháng 6 năm 2011: Cô Charlene Lynette Wittstock
- Từ 1 tháng 6 năm 2011 - nay: HSH Thân vương phi Charlene xứ Monaco